# Owen Brown
Pour les articles homonymes, voir Brown.
Owen Brown est un abolitionniste américain né le 4 novembre 1824 à Hudson, dans l'Ohio, et mort le 8 janvier 1889 près de Pasadena, en Californie, d'une pneumonie.
Fils de John Brown, il sert celui-ci pendant les affrontements du Bleeding Kansas et participe au massacre de Pottawatomie. À la convention de Chatham, qui se tient en Ontario en mai 1858, il est élu trésorier du mouvement et est désigné capitaine au sein de l'armée provisionnelle qu'on décide de constituer. Il participe dès lors au raid contre Harpers Ferry mené par son père en octobre 1859. Lorsque l'assaut tourne mal, il parvient à s'échapper. Il vit ensuite de longues années en Ohio avant de s'installer en Californie.